# نویسندگی خلاق
نویسندگی خلاق (انگلیسی: Creative writing) هر نوشته‌ای است که فراتر از مرزهای معمول حرفه‌ای، روزنامه‌نگاری، آکادمیک یا فنی ادبیات می‌رود، که معمولاً با تأکید بر مهارت و تکنیک، مانند ساختار روایی، توسعه شخصیت، ترجیع‌بندهای ادبی، کونه و شعر مشخص می‌شود. آثار داستانی و غیرداستانی در این دسته قرار می‌گیرند، از جمله قالب‌هایی مانند رمان، زندگی‌نامه، داستان کوتاه، شعر و حتی برخی از اشکال روزنامه‌نگاری. در محیط‌های دانشگاهی، نویسندگی خلاق معمولاً به کلاس‌های داستان و شعر تقسیم می‌شود، با تمرکز بر نوشتن به سبکی بدیع، برخلاف تقلید از گونه‌های از پیش موجود مانند جنایی یا وحشت. نویسندگی برای پرده سینما و صحنه - فیلمنامه‌نویسی و نمایشنامه‌نویسی - اغلب به طور جداگانه تدریس می‌شوند، اما در دسته نویسندگی خلاق نیز قرار می‌گیرند.

## تعریف
از نظر فنی، نویسندگی خلاق را می‌توان هر نوشته‌ای با اصیل ترکیب در نظر گرفت. به این معنا، نویسندگی خلاق نامی معاصرتر و فرآیندگراتر برای چیزی است که به طور سنتی ادبیات نامیده شده است، از جمله انواع گونههای آن. مری لی مارکسبری در اثر خود با عنوان «مبانی خلاقیت»، برای تعریف نویسندگی خلاق به پل ویتی و «آموزش زبان مردم» اثر لو لابرانت اشاره می‌کند. مارکسبری خاطرنشان می‌کند:
| « | ویتی و لابرانت...[می‌گویند نویسندگی خلاق] ترکیبی از هر نوع نوشتاری در هر زمان است که در درجه اول در خدمت نیازهایی مانند 1. نیاز به ثبت تجربیات مهم، 2. نیاز به اشتراک‌گذاری تجربیات با یک گروه علاقه‌مند، و 3. نیاز به بیان آزاد فردی که به سلامت روان و جسم کمک می‌کند، می‌باشد. | » |

## در دانشگاه
برخلاف کلاس‌های نویسندگی دانشگاهی که به دانشجویان می‌آموزند بر اساس قوانین زبان بنویسند، نویسندگی خلاق بر بیان خود دانشجویان تمرکز دارد. در حالی که نویسندگی خلاق به عنوان یک موضوع آموزشی اغلب در مقاطع مختلف دبستان و دبیرستان ( K–12) در دسترس است، اما دقیق‌ترین آموزش نویسندگی خلاق در دانشگاه‌ها است. پس از بازنگری آموزش دانشگاهی در دوران پس از جنگ، دوره‌های نویسندگی خلاق اهمیت فزاینده‌ای در دانشگاه‌ها پیدا کرده‌اند. در بریتانیا، اولین برنامه رسمی نویسندگی خلاق به عنوان مدرک ام‌ای در دانشگاه ایست آنگلیا در سال ۱۹۷۰ توسط رمان‌نویسان مالکوم برادبری و انگوس ویلسون تأسیس شد. با آغاز برنامه‌های رسمی نویسندگی خلاق:
| « | برای اولین بار در تاریخ غم‌انگیز و مسحورکننده ادبیات، برای اولین بار در تاریخ باشکوه و وحشتناک جهان، نویسنده در جایگاه دانشگاهی مورد استقبال قرار گرفت. اگر ذهن می‌تواند در آنجا مورد احترام قرار گیرد، چرا تخیل نه؟ | » |

### برنامه‌های تحصیلی
برنامه‌های نویسندگی خلاق معمولاً برای نویسندگان از سطح دبیرستان تا تحصیلات تکمیلی/دانشگاه و آموزش بزرگسالان در دسترس است. این برنامه‌ها به طور سنتی در بخش‌های زبان انگلیسی قرار دارند، اما برنامه‌های نویسندگی خلاق به طور فزاینده‌ای به بخش‌های خود تبدیل شده‌اند. مدارک کارشناسی نویسندگی خلاق معمولاً بی‌ای (BA) یا کارشناسی هنرهای زیبا (BFA) هستند، اما مدارک کارشناسی علوم (BSc) نیز وجود دارد. دوره‌های تحصیلات تکمیلی شامل کارشناسی ارشد هنر، کارشناسی ارشد هنرهای زیبا یا پی‌اچ‌دی می‌شود. برنامه‌های دکترا نیز در این رشته رواج بیشتری پیدا می‌کنند، زیرا نویسندگان بیشتری تلاش می‌کنند شکاف بین تحصیلات دانشگاهی و پیگیری هنری را پر کنند.
نویسندگان خلاق اغلب بر داستان یا شعر تأکید می‌کنند و اغلب با داستان‌های کوتاه یا اشعار شروع می‌کنند. سپس دانش‌آموزان بر اساس این تأکید، برنامه‌ای تنظیم می‌کنند که شامل تکالیف مطالعه، تکالیف نوشتاری منظم و کارگاه‌هایی برای تقویت مهارت‌ها، دانش و تکنیک‌هایشان می‌شود. دوره‌های فیلمنامه‌نویسی و نمایشنامه‌نویسی ممکن است در بخش‌های فیلم و تئاتر و همچنین بخش‌های نویسندگی خلاق برگزار شود. دانش‌آموزان نویسندگی خلاق تشویق می‌شوند که در فعالیت‌های فوق برنامه مبتنی بر نویسندگی، مانند باشگاه‌های انتشارات، مجلات یا روزنامه‌های ادبی مدرسه، مسابقات نویسندگی، گروه‌های نویسندگی یا کنوانسیون‌ها و کلاس‌های آموزشی تکمیلی شرکت کنند.

## در کلاس درس
نویسندگی خلاق معمولاً در قالب کارگاه تدریس می‌شود، که در آن دانش‌آموزان آثار اصلی خود را برای نقد همتایان ارائه می‌دهند. دانش‌آموزان همچنین از طریق تمرین نوشتن و بازنویسی، یک فرآیند نوشتن را توسعه می‌دهند. دوره‌ها همچنین روش‌های بهره‌برداری یا دسترسی به خلاقیت نهفته را آموزش می‌دهند و ممکن است مسائل فنی‌تری مانند ویراستاری، ساختار روایت، فنون روایت، ژانرها، ایده‌پردازی یا غلبه بر سد نویسنده را آموزش دهند. نویسندگانی مانند مایکل شیبن، کازوئو ایشیگورو، کوین بروک‌مایر، ایان مک‌یوون، کارل کیرچوی، رز ترمین، دیوید بنیاف، دارن استار و پیتر فارلی از برنامه‌های نویسندگی خلاق دانشگاهی فارغ‌التحصیل شده‌اند.
بسیاری از مربیان دریافته‌اند که استفاده از نوشتن خلاق می‌تواند عملکرد تحصیلی و تاب‌آوری روانی دانش‌آموزان را افزایش دهد. فعالیت تکمیل اهداف کوچک به طور مداوم - به جای داشتن اهداف بزرگ ناتمام - باعث غرور می‌شود که دوپامین را آزاد می‌کند و انگیزه را افزایش می‌دهد. دانش‌آموزان با مستندسازی و تجزیه و تحلیل تجربیات خود، ارائه دیدگاه‌های جدید در مورد موقعیت‌های قدیمی و فراهم کردن وسیله‌ای برای دسته‌بندی احساسات، تاب‌آوری خود را افزایش می‌دهند. همچنین سطح دلسوزی دانش‌آموز را افزایش می‌دهد و حس اجتماعی را در بین دانش‌آموزانی که در غیر این صورت می‌توانستند یک کلاس درس منزوی تلقی شوند، ایجاد می‌کند.

### دانشجویان بین‌المللی
نویسندگی خلاق ممکن است نه تنها بر دانش‌آموزان بومی زبان، بلکه بر دانش‌آموزان بین‌المللی نیز تأثیر بگذارد. مربیانی که طرفدار نویسندگی خلاق هستند می‌گویند که گنجاندن کلاس‌ها یا تمرین‌های نویسندگی خلاق می‌تواند دانش‌آموزان را به خوانندگان، تحلیلگران و نویسندگان بهتری تبدیل کند. همین افراد می‌گویند نویسندگی خلاق می‌تواند با ایفای نقش به عنوان بستری برای به اشتراک گذاشتن میراث، تجربیات و ارزش‌های خود، تأثیرات مشابهی بر دانش‌آموزان بین‌المللی داشته باشد. محقق یانگجو یی یک مطالعه موردی انجام داد که این ایده را طی دو سال آزمایش کرد. یی بر روی یک دانش‌آموز بین‌المللی اهل کره تمرکز کرد و بررسی کرد که چگونه کلاس نویسندگی خلاق او بر نویسندگی درون مدرسه‌ای و خارج از مدرسه‌اش تأثیر گذاشته است. او نتیجه گرفت که شرکت در کلاس نویسندگی خلاق او را به نویسنده‌ای با اعتماد به نفس‌تر - نه تنها به زبان انگلیسی، بلکه به زبان‌های دیگر - تبدیل کرده است و پروژه‌های انجام شده در کلاس نویسندگی خلاق او را تشویق کرده است تا میراث کره‌ای خود را بیان و با نوشته‌های انگلیسی‌اش مرتبط کند.

### مطالعات انشا
نوشتن استدلالی و تحقیقی تمرکز اصلی در زمینه مطالعات انشا است. تمرکز بر نویسندگی آکادمیک، فضای کمی برای نویسندگی خلاق در مطالعات نویسندگی باقی می‌گذارد. گرگوری استفنز معتقد است که تمرکز زیاد بر نگارش آکادمیک، مانع از توسعه سبک و صدای نوشتاری منحصر به فرد دانشجویان می‌شود. وقتی او تکنیک‌های آموزش نگارش خلاق را برای دانشجویان STEM در دانشگاه پورتوریکو-مایاگوئز به کار برد، دریافت که تمرین‌هایی مانند «شخصیت‌سازی خود» و تکالیف داستان‌سرایی به دانشجویان STEM او کمک می‌کند تا همدلی، خودآگاهی و صدای روایی خود را توسعه دهند. او معتقد است که این مهارت‌ها قابل انتقال به موقعیت‌های دنیای واقعی مانند محیط‌های حرفه‌ای هستند. با انجام تمرین‌های نگارش خلاق، دانشجویان می‌توانند از «محدودیت‌های تفکر و نگارش رسمی» نگارش آکادمیک رها شوند و به طور بالقوه اعتماد به نفس، خلاقیت و مهارت‌های کلی نوشتاری دانشجویان را افزایش دهند.

### در دانشگاه
نویسندگی خلاق توسط برخی از دانشگاهیان (عمدتاً در ایالات متحده) امتداد مطالعات انگلیسی در نظر گرفته می‌شود، اگرچه در سراسر جهان به زبان‌های زیادی تدریس می‌شود. برخی از دانشگاهیان، نگارش خلاق را چالشی برای سنت مطالعات انگلیسی در پرداختن به مطالعه انتقادی قالب‌های ادبی می‌دانند، نه خلق قالب‌های ادبی. در بریتانیا و استرالیا، و همچنین به طور فزاینده‌ای در ایالات متحده و سایر نقاط جهان، نویسندگی خلاق به عنوان یک رشته مستقل در نظر گرفته می‌شود، نه شاخه‌ای از هیچ رشته دیگری.
| « | گفتن اینکه خلاقیت هیچ نقشی در آموزش ندارد، به معنای این است که دانشگاه جهانی نیست. | » |

کسانی که از برنامه‌های نویسندگی خلاق - چه به عنوان بخشی از مطالعه زبان انگلیسی و چه جدا از آن - حمایت می‌کنند، از ارزش آکادمیک این تجربه دفاع می‌کنند. آنها پیشنهاد می‌کنند که نویسندگی خلاق، توانایی‌های دانشجویان را برای بیان واضح افکارشان تقویت می‌کند و مستلزم مطالعه عمیق اصطلاحات و سازوکارهای ادبی است که می‌تواند کار نویسندگان را بهبود بخشد. مهارت‌های برنامه‌ریزی، توسعه، تحلیل انتقادی و حل مسئله خلاقانه، در زمینه‌های دیگری فراتر از نویسندگی خلاق نیز مورد استفاده قرار می‌گیرند. 
برخی افراد معتقدند که نویسندگی خلاق را نمی‌توان آموزش داد. در مقاله‌ای برای «نیویورکر»، مقاله‌نویس لوئیس مناند از کی بویل، مدیر برنامه نویسندگی خلاق در دانشگاه ایالتی سانفرانسیسکو به مدت شانزده سال، نقل قول می‌کند که گفته است: «تمام برنامه‌های نویسندگی خلاق باید توسط قانون لغو شوند». آموزش نویسندگی خلاق نیز محل بحث است. منتقدان برنامه‌های کارشناسی ارشد هنرهای زیبا و تحصیلات تکمیلی زبان انگلیسی می‌گویند که روش‌های آموزشی علیه افراد دارای معلولیت تبعیض قائل می‌شوند و بر شیوه‌های نوشتاری مانند الزامات نوشتن روزانه یا نوشتن مبتنی بر مکان تأکید می‌کنند که دانشجویان دارای بیماری‌های مزمن، موانع سلامت جسمی یا روانی و اختلالات عصبی قادر به دسترسی به آنها نیستند. انتخاب متون مورد استفاده در برنامه‌های سنتی نویسندگی خلاق نیز مورد انتقاد قرار گرفته است، و محققانی مانند کالب گونزالس می‌گویند که آثار برجسته غربی و آموزش نویسندگی «ریشه تاریخی دارند و با طرد و نژادپرستی ساختاری در برنامه‌های نویسندگی خلاق مرتبط هستند».

## در زندان‌ها
در اواخر دهه ۱۹۶۰، زندان‌های آمریکا به دلیل جنبش حقوق زندانیان که از وقایعی مانند شورش زندان آتیکا سرچشمه گرفته بود، شروع به اجرای برنامه‌های نویسندگی خلاق کردند. این برنامه‌های نویسندگی خلاق، مانند سایر برنامه‌های هنری، با هدف ارائه آموزش، ساختار و یک خروجی خلاقانه برای تشویق توانبخشی زندانیان اجرا می‌شوند. ادامه این برنامه‌ها به شدت به داوطلبان و حمایت مالی خارجی از منابعی مانند نویسندگان و گروه‌های فعال وابسته است.
شاعران، نمایشنامه‌نویسان، مقاله‌نویسان، ویراستاران و رمان‌نویسان، که با نام انجمن قلم آمریکا (PEN) شناخته می‌شوند، از جمله مهمترین مشارکت‌کنندگان در برنامه‌های نویسندگی خلاق در آمریکا بودند. در سال ۱۹۷۱، PEN کمیته نویسندگی زندان را برای اجرا و حمایت از برنامه‌های نویسندگی خلاق در زندان‌های سراسر ایالات متحده تأسیس کرد. کمیته نویسندگی PEN کتابخانه‌های زندان را بهبود بخشید، نویسندگان داوطلب را برای آموزش زندانیان ترغیب کرد، نویسندگان را متقاعد کرد که کارگاه‌های آموزشی برگزار کنند و یک مسابقه ادبی سالانه برای زندانیان تأسیس کرد. کارگاه‌ها و کلاس‌ها به زندانیان کمک می‌کنند تا عزت نفس خود را افزایش دهند، ارتباطات اجتماعی سالم برقرار کنند و مهارت‌های جدیدی را بیاموزند که می‌تواند بازگشت مجدد زندانیان به زندان (جرم مجدد) را تسهیل کند.

برنامه‌های نویسندگی خلاق ارائه شده در مراکز اصلاح و تربیت نوجوانان نیز مفید بوده‌اند. در آلاباما، برنامه «نوشتن داستان‌های ما» در سال ۱۹۹۷ به عنوان یک ابتکار ضد خشونت برای تشویق ابراز وجود مثبت در میان جوانان زندانی آغاز شد. این برنامه نشان داد که شرکت‌کنندگان اعتماد به نفس، توانایی همدلی و دیدن همسالان خود را در پرتوی مثبت‌تر و انگیزه تمایل به بازگشت به جامعه و داشتن زندگی پربارتر را به دست آوردند.

یک مطالعه در کالیفرنیا در مورد برنامه‌های هنرهای زیبای زندان نشان داد که آموزش هنر، کنترل عاطفی را افزایش داده و گزارش‌های انضباطی را کاهش می‌دهد. شرکت در نویسندگی خلاق و سایر برنامه‌های هنری منجر به نتایج مثبت قابل توجهی برای سلامت روان زندانیان، روابط آنها با خانواده‌هایشان و محیط مرکز می‌شود. این مطالعه نشان داد که بهبود مهارت‌های نویسندگی، توانایی‌های شرکت‌کنندگان را در سایر زمینه‌های تحصیلی افزایش می‌دهد. آموزش نویسندگی خلاق به زندانیان می‌تواند سوادآموزی را تشویق کند، مهارت‌های لازم زندگی را آموزش دهد و به زندانیان راهی برای ابراز پشیمانی، پاسخگویی، مسئولیت‌پذیری و نوعی عدالت ترمیمی ارائه دهد.

## عناصر
- اکشن
- شخصیت
- درگیری
- دیالوگ
- گونه
- روایت
- سرعت
- پی‌رنگ
- دیدگاه
- صحنه (فیلم‌سازی)
- صحنه (روایت‌شناسی)
- سبک
- تعلیق
- درون‌مایه و بن‌مایه
- لحن
- سبک نگارشی

## اشکال و ژانرهای ادبیات
- زندگینامه/خاطرات
- غیرداستانی خلاق (مقاله‌های شخصی و روزنامه‌نگاری)
- ادبیات کودکان
- درام
- حماسه
- داستان کوتاه
- رمان گرافیکی/کمیک
- رمان
- رمان کوتاه
- نمایشنامه
- شعر
- فیلمنامه
- داستان کوتاه
- گفت‌وگو (داستان)
- وبلاگ‌ها